# Вуйчич, Ник
Ни́колас Джеймс (Ник) Ву́йчич (сербохорв. Nick Vujičić / Ник Вујичић, англ. Nicholas James Vujicic, транскрипция его фамилии с сербохорватского Вуичич; род. 4 декабря 1982, Мельбурн, Австралия) — австралийский писатель и меценат, мотивационный оратор, рождённый с синдромом тетраамелии — редким наследственным заболеванием, приводящим к отсутствию всех четырёх конечностей.
«Моя миссия — это помочь людям найти свой путь в жизни», — говорит он. Переживая по поводу инвалидности в детстве, он научился жить со своим недостатком, делясь своим опытом с окружающими и став всемирно известным мотивационным спикером. Его выступления в основном обращены к детям и молодёжи (в том числе и инвалидам),  вдохновляют на поиск смысла жизни и развитие своих способностей, и состоят из рассуждений о христианстве, Боге, провидении, свободе воли.

## Биография
Ник Вуйчич родился 4 декабря 1982 года в Мельбурне, в семье сербских эмигрантов Бориса и Душки Вуйчичей. С рождения обладал редкой генетической патологией (тетраамелией): у мальчика отсутствовали полноценные руки и ноги, но имелась одна частичная стопа с двумя сросшимися пальцами; это позволило мальчику после хирургического разделения пальцев научиться ходить, плавать, кататься на скейте, сёрфинговой доске, работать на компьютере и писать.
Несмотря на физические недостатки, он начал ходить в школу для инвалидов, но, как только в начале 1990-х годов закон австралийского штата Виктория об инвалидах изменился, родители настояли на том, чтобы их сын стал посещать обычную школу.
В десять лет Николас решил утопиться. Он сказал маме, что хочет искупаться, и попросил отнести его в ванну. Вот что он вспоминает об этих минутах: «Я пытался повернуться лицом в воду, но было очень сложно удержаться в таком положении. У меня ничего не получалось. Но за это короткое время я очень чётко представил картину своих похорон — вот стоят мои папа и мама… И тут я понял, что не могу причинить им боль, не могу себя убить. Ведь всё, что я видел от родителей, — это огромную любовь ко мне».
В возрасте 21 года Ник Вуйчич окончил Университет Гриффита в Брисбене, получив двойную степень бакалавра коммерции — в области бухгалтерского учёта и финансового планирования.
С 1999 года он начал выступать в церквях, тюрьмах, школах и детских приютах и вскоре открыл некоммерческую организацию «Жизнь без конечностей» (англ. Life Without Limbs), начав благотворительную деятельность и помогая инвалидам по всему миру.
В 2005 году Ник Вуйчич был номинирован на премию «Молодой австралиец года».
В 2009 году он снимается в фильме «Цирк бабочек», рассказывающем о человеке без конечностей Уилле и о его судьбе.
В 2011 году он написал и исполнил песню «Something More», на которую чуть позже был снят видеоклип. Прямо в середине клипа показан фрагмент интервью с Ником, где он говорит, что в 10 лет пытался покончить жизнь самоубийством. На данный момент[какой?], этот видеоклип набрал более 6,8 миллионов просмотров на YouTube.
Он объездил много стран мира, выступая в школах, университетах и других организациях. Участвует в телешоу и пишет книги. Его первая книга «Жизнь без границ. Путь к потрясающе счастливой жизни» (англ. Life Without Limits: Inspiration for a Ridiculously Good Life) вышла в 2010 году, в 2012 году была переведена на русский.
Живёт в США, в городе Лос-Анджелес, Калифорния. Веря в силу мечты и возможность чуда, Вуйчич держит в своём шкафу пару ботинок — в надежде на то, что они когда-нибудь ему понадобятся.
28 и 29 марта 2015 года Ник Вуйчич впервые выступил в России (в Москве и Санкт-Петербурге) с мотивационной лекцией «Жизнь без границ». Россия стала 55-й страной, которую Вуйчич посетил в качестве мотивационного оратора. На своём выступлении в стенах Общественной палаты РФ он призвал: «Всё начинается с мечты! Да, не каждая мечта сбывается. Но я видел множество людей, которые достигали своих целей… Поэтому мечтайте. И мечтайте по-крупному».
11 апреля 2015 года принял участие в ток-шоу «Сегодня вечером с Андреем Малаховым» на Первом канале российского телевидения, а ещё через год — в двух выпусках его же программы «Пусть говорят».
18 октября 2017 года читает лекцию «Мотивация к жизни» на Всемирном фестивале молодёжи и студентов в Сочи.
27 ноября 2017 года принял участие в форуме «Synergy Global Forum 2017».

## Личная жизнь
Отец — Борис Вуичич, протестантский пастор, мать — Душка Вуичич, работает медсестрой. Ник Вуйчич — верующий христианин и принадлежит к евангелической церкви.
12 февраля 2012 года женился на Канаэ Мияхаре (англ. Kanae Miyahara). 13 февраля 2013 года у них родился сын — Киёси Джеймс Вуйчич. 7 августа 2015 года у пары родился второй сын Деян Леви. Как и первый ребёнок, он абсолютно здоров. 20 декабря 2017 года Ник Вуйчич стал отцом девочек-двойняшек — Оливии и Элли Вуйчич.

## Творчество
- 2009 — фильм «Цирк бабочек» (англ. The Butterfly Circus). ID 1507355
- 2010 — книга «Жизнь без границ: Путь к потрясающе счастливой жизни» (Life Without Limits: Inspiration for a Ridiculously Good Life), Random House
- 2013 — книга «Неудержимый. Невероятная сила веры в действии» (Unstoppable: The Incredible Power of Faith in Action)
- 2014 — книга «Будь сильным. Ты можешь преодолеть насилие (и всё, что мешает тебе жить)» (Stand Strong: You Can Overcome Bullying (and Other Stuff That Keeps You Down)
- 2015 — книга «Любовь без границ. Путь к потрясающе сильной любви» (Love Without Limits: A Remarkable Story of True Love Conquering All)
- 2016 — книга «Безграничность. 50 уроков, которые сделают тебя возмутительно счастливым» (Limitless: Devotions for a Ridiculously Good Life)